# حزب شيوعي

شعارات لحزب شيوعي

الحزب الشيوعي هو حزب سياسي يسعى إلى تحقيق الأهداف الاجتماعية والاقتصادية للشيوعية من خلال الثورة وإنشاء دولة قوية. شاع مصطلح الحزب الشيوعي بسبب عنوان كتاب بيان الحزب الشيوعي (1848) لكارل ماركس وفريدريك إنجلز. يوجه الحزب الشيوعي بوصفه حزبًا طليعيًا التربيةَ السياسية وتنمية الطبقة العاملة (البروليتاريا)؛ ويمارس بوصفه حزبًا حاكمًا السلطة من خلال دكتاتورية البروليتاريا. طور فلاديمير لينين فكرة الحزب الشيوعي باعتباره الطليعة الثورية، عندما انقسمت الديمقراطية الاجتماعية في الإمبراطورية الروسية إلى فصائل متعارضة أيديولوجيًا، هما الفصيل البلشفي («الأغلبية») والفصيل المنشفي («الأقلية»). لكي يكون فعالًا سياسيًا، اقترح لينين حزبًا طليعيًا صغيرًا يُدار بمركزية ديمقراطية، ما سمح بوجود قيادة مركزية لكادر منضبط من الثوار المحترفين. فور الاتفاق على السياسة، كان تحقيق الأهداف السياسية يتطلب الالتزام التام لكل البلاشفة بالسياسة المتفق عليها.
في المقابل، ضم الفصيل المنشفي تروتسكي، الذي أكد أنه لا ينبغي للحزب أن يهمل أهمية الجماهير في تحقيق ثورة شيوعية. خلال الثورة، تولى الحزب البلشفي، الذي أصبح الحزب الشيوعي السوفييتي، السلطة الحكومية في روسيا بعد ثورة أكتوبر عام 1917. مع إنشاء الشيوعية الدولية (الكومنترن) في عام 1919، تبنى العديد من الأحزاب الثورية في أنحاء العالم مفهوم «قيادة الحزب الشيوعي». في محاولة لتوحيد الحركة الشيوعية الدولية أيديولوجيًا والحفاظ على السيطرة المركزية للأحزاب الأعضاء، طلبت الكومنترن أن تحدد الأحزاب نفسها كأحزاب شيوعية. تحت قيادة الحزب الشيوعي السوفييتي، طُبّقت تفسيرات الماركسية التقليدية في روسيا وأدت إلى قيام الأحزاب السياسية اللينينية والماركسية اللينينية في جميع أنحاء العالم. بعد موت لينين، كان تفسير الكومنترن الرسمي للّينينية هو كتاب أسس اللينينية (1924)، بقلم جوزيف ستالين.

## المنظمات الجماهيرية

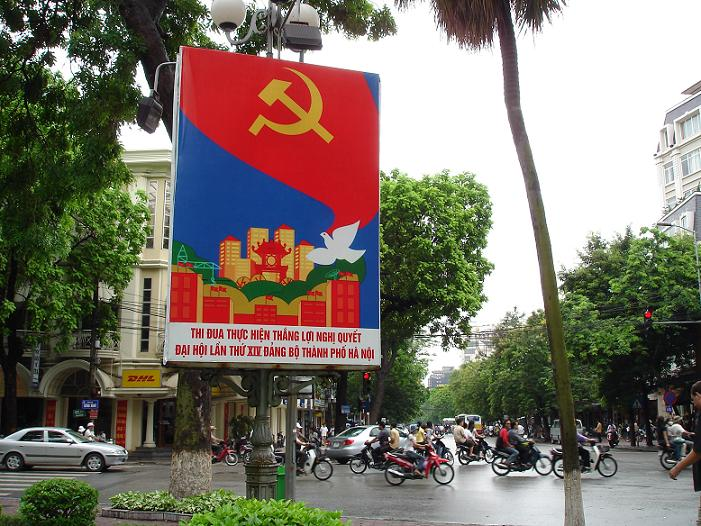
ملصق دعائي في هانوي، فيتنام.

لما كانت عضوية الحزب الشيوعي ستُقتصر على الكوادر النشطة في نظرية لينين، كانت هناك حاجة إلى شبكات من منظمات منفصلة لحشد الدعم الجماهيري للحزب. كانت الأحزاب الشيوعية عادةً تبني منظمات واجهة مختلفة تكون عضويتها مفتوحة غالبًا لغير الشيوعيين. في العديد من البلدان، كانت أهم منظمة واجهة للأحزاب الشيوعية هي جناح الشباب. في أثناء الشيوعية الدولية، كانت الرابطات الشبابية منظمات شيوعية صريحة، وتستخدم اسم «رابطة الشيوعيين الشباب». في وقت لاحق، توسع مفهوم رابطة الشباب في العديد من البلدان، واعتُمدت أسماء مثل «رابطة الشباب الديمقراطي».
ارتبطت بعض نقابات العمال، والمنظمات الثقافية والطلابية والنسائية، ومنظمات المزارعين والفلاحين، بالأحزاب الشيوعية. تقليديًا، كانت هذه المنظمات الجماهيرية غالبًا ما تخضع في السياسة للقيادة السياسية للحزب. بعد سقوط أنظمة الحزب الشيوعي في تسعينيات القرن العشرين، بقيت بعض المنظمات الجماهيرية حتى بعد سقوط مؤسسيها التابعين للحزب الشيوعي.
على المستوى الدولي، نظمت الشيوعية الدولية العديد من منظمات الواجهة الدولية (التي تربط المنظمات الجماهيرية الوطنية بعضها ببعض)، مثل الدولية الشيوعية الشابة، والبروفينترن، والكريستينترن، والمعونة الحمراء الدولية، والسبورتينترن، إلخ. انحل العديد من هذه المنظمات بعد تفكك الشيوعية الدولية. بعد الحرب العالمية الثانية، أُنشئت هيئات تنسيق دولية جديدة، مثل الاتحاد العالمي للشباب الديمقراطي، والاتحاد الدولي للطلاب، والاتحاد العالمي للنقابات العمالية، والاتحاد النسائي الدولي الديمقراطي، ومجلس السلام العالمي. وحّد الاتحاد السوفييتي العديد من أهداف الكومنترن الأصلية بين حلفائه في أوروبا الشرقية تحت رعاية منظمة جديدة هي «الكومنفورم».
تاريخيًا، في البلدان التي كانت تكافح فيها الأحزاب الشيوعية للوصول إلى سلطة الدولة، اعتُمد  في زمن الحرب تشكيل تحالفات مع الأحزاب غير الشيوعية وجماعات الحرب (مثل جبهة التحرير الوطنية في ألبانيا). عند الوصول إلى سلطة الدولة، غالبًا ما كانت هذه الجبهات تتحول إلى جبهات رمزية (وعادة انتخابية) «وطنية»، إذ تُمنح الأحزاب والمنظمات غير الشيوعية تمثيلًا رمزيًا (وهي ممارسة تعرف باسم بلوكبارتي)، ومن أكثر الأمثلة شيوعًا على ذلك هو الجبهة الوطنية لألمانيا الشرقية (كمثال تاريخي)، والجبهة المتحدة لجمهورية الصين الشعبية (كمثال في العصر الحديث). في أوقات أخرى، تشكلت مثل هذه الجبهات دون مشاركة أحزاب أخرى، مثل التحالف الاشتراكي لشعب يوغسلافيا العامل، وجبهة أفغانستان الوطنية، مع أن الغرض كان نفسه: تعزيز مسار الحزب الشيوعي لدى الجمهور غير الشيوعي بشكل عام وحشدهم للقيام بمهام داخل البلاد تحت رعاية الجبهة.
طورت دراسة حديثة الدراسة السياسية المقارنة للأحزاب الشيوعية العالمية من خلال فحص أوجه التشابه والاختلاف عبر المناطق الجغرافية التاريخية. وكانت على وجه الخصوص المواضيع التالية دائرة في محور التحقيق: ظهور الأحزاب الثورية، وانتشارها عالميًا، وظهور القادة الثوريين المؤثرين ثم زوالهم النهائي خلال تراجع الأحزاب الشيوعية وسقوطها في جميع أنحاء العالم. 

## التسمية
تبنت الشيوعية الدولية مخطط تسمية موحدة للأحزاب الشيوعية. كان على جميع الأحزاب استخدام اسم «الحزب الشيوعي لـ(اسم البلد)»، ما أدى إلى قيام أحزاب شيوعية منفصلة في بعض البلدان تعمل (إلى حد كبير) باستخدام أسماء أحزاب متشابهة (كما في الهند). هناك اليوم حالات قليلة احتفظت فيها الأقسام الأصلية للشيوعية الدولية بهذه الأسماء. لكن خلال القرن العشرين، غيرت العديد من الأحزاب أسماءها. كانت الأسباب الشائعة لهذه التحولات الاسمية هي إما تحركات لتجنب قمع الدولة، أو كإجراءات لتوليد قبول أكبر من قبل السكان المحليين.
من الأمثلة المهمة على السبب الأخير هو إعادة تسمية العديد من الأحزاب الشيوعية في أوروبا الشرقية بعد الحرب العالمية الثانية، وأحيانًا نتيجة لعمليات الاندماج مع الأحزاب الديمقراطية الاجتماعية المحلية. ضمت الأسماء الجديدة في فترة ما بعد الحرب: «الحزب الاشتراكي»، و«حزب الوحدة الاشتراكي»، و«حزب الشعب (أو الحزب الشعبي)»، و«حزب العمال»، و«حزب العمل».
أصبحت اتفاقيات تسمية الأحزاب الشيوعية أكثر تنوعًا عندما تجزأت الحركة الشيوعية الدولية بسبب الانشقاق الصيني السوفييتي في ستينيات القرن العشرين. غالبًا ما أضاف أولئك الذين انحازوا إلى الصين وألبانيا في انتقادهم القيادة السوفييتية كلماتٍ مثل «ثوري» أو «ماركسي لينيني» لتمييز أنفسهم عن الأحزاب الموالية للسوفييت. 

## أنواع الأحزاب الشيوعية
- أحزاب شيوعية إصلاحية وهي التي تؤمن بالتحول السلمي وتداول السلطة وتطالب بالإصلاحات السياسية كسبيل للانتقال للاشتراكية.[2]
- أحزاب شيوعية ثورية وهي الأحزاب التي تؤمن بضرورة تحطيم الدولة غير الاشتراكية بشتى الوسائل من السلمية إلى العنيفة وبكافة الطرق المتاحة وأغلب هذه الأحزاب تنتمي للفكر الماركسي اللينيني أو الماوي أو الستاليني كما يوصفون.[3]